# Dovencultuur
Dovencultuur is de term die wordt gebruikt ter aanduiding van mensen die cultureel doof zijn in tegenstelling tot mensen die doof zijn vanuit een medisch perspectief.

## Achtergrond
De dovenwereld bestaat meest uit prelinguale doven. Niet in staat zijn om te horen is echter geen vereiste om je doof te voelen. Ook horenden en slechthorenden kunnen doof zijn als ze zich thuis voelen in de dovenwereld. Het kan dus zijn dat een persoon die zichzelf doof noemt in feite meer hoort dan een ander persoon die zichzelf (slecht)horend noemt. In dit opzicht is het gebruik van het woord doof meer een uiting van je persoonlijke identiteit dan dat je er je (on)vermogen om te horen mee aangeeft. Doven gebruiken, of gebruikten, het woord 'Doof' (met hoofdletter) om naar de culturele betekenis van het woord te verwijzen.
Cultureel dove mensen beschouwen doofheid niet als een handicap. Binnen de dovenwereld is het doof zijn juist een pluspunt: het doof zijn en een gebarentaal als gemeenschappelijke minderheidstaal zorgt voor een sterk eenheidsgevoel binnen de dovenwereld. Dat wordt nog verder versterkt doordat doven zich vaak buitengesloten voelen bij bepaalde aspecten van de horende samenleving.
Een voorbeeld in hoeverre doofheid als positief wordt ervaren is dat veel doven graag dove kinderen willen. Dat is vaak moeilijk te begrijpen voor horenden, zeker als je in aanmerking neemt dat het voor horende ouders erg moeilijk is om dove kinderen op te voeden. Omgekeerd vinden dove ouders het moeilijk om horende kinderen te hebben. Voor ouders is het altijd makkelijk als ze in staat zijn om te communiceren met hun kinderen en ook een idee hebben van de belevingswereld van hun kinderen. Zo weten dove ouders uit eigen ervaring maar al te goed hoe dove kinderen iets beleven, bij horende kinderen hebben ze dat niet.
Horenden die doofheid als een handicap behandelen of het bestaan van een dovencultuur in twijfel trekken kunnen soms boze reacties krijgen vanuit de dovenwereld. Die reacties zijn vaak een gevolg van persoonlijke ervaringen uit het verleden, toen het doven jarenlang niet was toegestaan om gebarentaal te gebruiken en ze niet zelf konden bepalen welke opleiding ze wilden volgen.
Ofschoon horenden deel kunnen uitmaken van de dovenwereld, kunnen ze er vaak niet voor 100% in opgaan door het verschil in levensbeschouwing. Horende kinderen van dove ouders (vaak CODA’s genoemd, dat staat voor Children Of Deaf Adults) kunnen wel rekenen op volledige acceptatie door de dovenwereld aangezien zij al van jongs af aan gebarentaal gebruiken en dove vrienden hebben.
Plots- en laatdoven zijn mensen die op latere leeftijd geleidelijk of ineens doof zijn geworden. Vanwege hun herinneringen aan hun vroegere leven beschouwen ze het doof zijn mogelijk als een handicap in plaats van een culturele identiteit, en voelen ze zich dientengevolge niet thuis in de dovenwereld. Sommige plots- laat doven voelen zich uiteindelijk meer thuis in de dovenwereld dan in de horende wereld.

## Definitie cultuur
Cultuur is een verzameling van gemeenschappelijke normen en waarden, kunst, geschiedenis, en vaak ook de taal, van een groep. Het deel uitmaken van een bepaalde culturele groepering wordt niet bepaald door verkiezing of selectie, maar door een individuele keuze om de kernwaarden van de groep als de eigen te beschouwen.
De dovencultuur vertoont inderdaad de kenmerken van een cultuur: gebarentaal als gemeenschappelijke taal, eigen omgangsvormen, gemeenschappelijke geschiedenis. Ook het feit dat (slecht)horenden zichzelf als doof kunnen beschouwen is een kenmerk van een cultuur. De dovencultuur kan beschouwd worden als een minderheidscultuur omdat de dovenwereld een (kleine) wereld op zichzelf vormt, in vele opzichten apart van de samenleving waarin het zich bevindt.

## Aspecten van de dovencultuur
Net als in iedere andere cultuur zijn er aspecten waar men van op de hoogte moet zijn en rekening mee moet houden bij de omgang met een persoon uit de dovenwereld.

### Gebarentaal
Gebarentaal is de kern van de dovencultuur, aangezien het hebben van een gemeenschappelijke taal voor een gevoel van saamhorigheid zorgt. Het wordt dan ook gewaardeerd als je positief bent over de gebarentaal en deze probeert te leren voor de communicatie.

### Omgangsvormen
Doven trekken elkaars aandacht door het wuiven van een hand, het aan/uitdoen van het licht of het aantikken op de schouder. Het wijzen naar mensen wordt niet als onbeleefd ervaren. Direct oogcontact is belangrijk omdat het aangeeft dat je volgt wat de ander zegt in gebarentaal en ook begrijpt.
Doven maken bij de sociale omgang meer lichaamscontact (omhelzen, hand op schouder, e.d.) dan horenden gewend zijn.

### Zelfperceptie
Het kan moeilijk te begrijpen zijn dat doven het doorgaans niet erg vinden om geen geluiden te kunnen waarnemen. Je kunt namelijk niets missen wat je nooit hebt ervaren. Doven zijn zich natuurlijk wel bewust van de dingen waartoe zij niet in staat zijn. Vroeger was het nog gebruikelijk dat doven alleen werden opgeleid voor beroepen waarbij ze slechts hun handen hoefden te gebruiken. Tegenwoordig zoeken doven zelf het werk uit dat ze leuk vinden, en maken gebruik van speciale werkplekaanpassingen voor de communicatie met anderen. Doven hebben voor sommige werksituaties het voordeel dat ze niet door geluid afgeleid worden en gewoon met elkaar kunnen blijven communiceren in lawaai of door een raam heen.
Veel doven vinden het niet prettig als er over doofheid gepraat wordt als een aandoening waar iets aan gedaan kan worden. Sommigen zien medische ontwikkelingen zoals het cochleair implantaat zelfs als een bedreiging voor de dovencultuur. Horenden denken soms dat doven bang zijn voor een cochleair implantaat of voor medische behandeling tegen doofheid, terwijl het bezwaar van doven zich meer op de (vermeende) teloorgang van de dove identiteit richt.